# Байогола
Байогола (на английски: Bayogoula) е малко северноамериканско индианско племе, което в началото на колониалния период живее в долната част на река Мисисипи в днешния Ибервил Париш, Луизиана. Преди контакта с европейците, те са единственото племе на запад от Мисисипи, което говори диалект на езика чокто, клон на Мускогското езиково семейство.

## Култура
Байогола са типично племе от Югоизточната културна област. Като останалите племена в областта те са предимно земеделци, които допълват храната си с лов и риболов. Отглеждат също така кучета и пуйки. Основни жилища са типичните за региона кръгли дървени постройки измазани с кал и със сламени покриви. В селото, на високи могили строят своите обществени сгради като домът на вожда и религиозен храм, които са доста по-големи от обикновените жилища.

## Име и език
Байогола е дума от езика чокто. Тяхното собствено име е „исченока“, което означава „нашите хора“. Езикът им е мускогски, близък с езиците на съседите им хоама, чокто и чикасо.

## История
Байогола не знаят нищо за белите до 1543 г., когато останките от експедицията на Ернандо де Сото преминават през страната им, бягайки от натчезите. За следващите 130 години никой друг европеец не посещава района, но ефектът от тяхното идване оставя дълбоки последици. За кратък период от време населението в долната част на река Мисисипи почти изчезва, в резултат на болестите донесени от испанците.
През 1682 г. от Илинойс по Мисисипи слиза експедицията на Рене Робер дьо Ла Сал с главната цел да открие делтата на голямата река. Ла Сал посещава за кратко натчезите и записва местоположението на хоама, но нищо не споменава за байогола. Слизайки надолу по реката експедицията се среща с киниписа, които ги посрещат с дъжд от стрели. Французите бързат да се измъкнат и продължават пътя си. На 9 април 1682 г. достигат делтата и Ла Сал обявява всички земи на изток от реката за френска колония.
През 1699 г. Пиер Ле Мойн д’Ибервил, с малък флот акостира на брега в Билокси с цел да основе първата френска колония в района. По това време обаче британските търговци вече имат добри отношения с чикасо. Добре въоръжени с огнестрелни оръжия и подтиквани от англичаните, чикасо тероризират племената на юг, чак до брега на морето. Същевременно през региона преминава и опустошителна епидемия и когато д′Ибервил слиза в Билокси, заварва само изоставени или унищожени села. Байогола бързат да се сприятелят с французите, но д′Ибервил научава, че сред тях живеят враждебните киниписа под името муголаша. Уплашени от реакцията на французите, една нощ байогола нападат муголаша и ги избиват до крак.
През 1705 г. чикасо предприемат нова серия от нападения в региона. За да са в безопасност племето таенза, което живее близо до чикасо, бяга на юг и през 1706 г. се установява до байогола. Малко след пристигането им обаче, те коварно нападат своите домакини и избиват повечето от тях. Само около 200 байогола оцеляват след коварната атака и бягат при аколаписа. Скоро след това към тях се присъединяват и хоама. Трите племена се свързват в съюз и стават най-верният френски съюзник в цяла Луизиана до края на френското присъствие.
През 1721 г. епидемия от едра шарка убива повечето от населението на трите племена, а разширяването на белите селища ги принуждава да се преместят нагоре по Мисисипи. До 1739 г. племената живеят в отделни села, но французите започват да ги наричат само хоама. Оттогава байогола и аколаписа изчезват от историята.